# Николчовци (област Велико Търново)
Вижте пояснителната страница за други населени места с името Николчовци.
За другото българско село с име Николчовци вижте Николчовци (Област Габрово).
Николчовци е село в Северна България.
То се намира в община Елена, област Велико Търново.

## География
Махала Николчовци се намира в планински район в Еленския балкан, на около 3 километра югоизточно от село Буйновци. Разположена е на високо място до река Мийковска, в северното подножие на връх Чумерна (1536 метра).

## История
Възникването се губи някъде около XIII век.
По време на обсадата на Велико Търново от турците, част от болярите, книжовниците от Търновската книжовна школа на патриарх Евтимий, благородниците и първенците от града решават да излязат през таен подземен изход под река Янтра и да отидат в Преслав. Изпращат вестоносци да огледат пътя, но се оказало, че околността е завзета от турците и решават да се заселят в Еленския балкан. Всеки род отсяда в отделна долчинка и така възникват много от махалите – Мийковци, Игнатовци, Узуните, Ралиновци, Дуфльовци, Атларците, Хъневци, Топузите... обединени по-късно в една община, с център Буйновци.
Според легендата, всички жители на махалата са умрели по време на чумна епидемия около XV- XVI век, като от цялата махала е останало едно дете, което е отгледано на махала Топузи. След като пораства, се връща, но основава махалата на ново място и понеже името му било Никола, на него е кръстено и селото.

## Културни и природни забележителности
Лятото е слънчево и прохладно, а зимата мека, с много снежни дни. Просторите на Елено-Твърдишкия балкан подхранват множество малки бързотечащи реки, в които плува балканска пъстърва, мряна и кефал. Лятно време рекичките предоставят условия за къпане, а поляните край тях възможности за летуване. Много са местата за еднодневни излети. По поляните има диворастящи плодове горски ягоди, малини, къпини, гъби и изключително богато разнообразие от полезни билки.